# 激戰！彈珠人
《激戰！彈珠人》（クロスファイト ビーダマン）是《彈珠人》系列玩具其中一部動畫作品，於2011年10月起在東京電視台首播。

## 故事大綱
不久的未來，青少年之間開始盛行著彈珠人競技，然而在彈珠人競技界中有出現如此的風聲：「傳說有個只有被選上的稀有彈珠人參賽者才能參加的『秘密彈珠人大賽』」。在此同時，其中一位剛接觸彈珠人的玩家龍崎翔，伴隨著他手上的彈珠人「神威蒼龍」，想藉由在這場死鬥中一路過關斬將，揭露其中「秘密競賽」的真面目......

## 人物介紹
※部分角色名字臺灣和香港翻譯不同，斜線前者臺灣翻譯，後者香港翻譯。

### 主要角色
- 龍崎翔（りゅがさき　カケル）

11歲的故事主角，充滿著旺盛的好奇心和進取心，一心投入彈珠人爭霸戰，希望能在神秘彈珠人決戰中脫穎而出並一探究竟。在彈珠人對決中擅長力量型的戰術，然而頭腦不靈光且狀況百出是他在戰鬥中致命的死穴。
配音：大原桃子（日本）；郭馨雅（台灣）；黃玉娟（香港）
持有彈珠人：神威蒼龍、連射神威蒼龍、爆擊蒼龍、鋼鐵神威蒼龍（臺灣）／雷霆青龍、破碎青龍、精鋼雷霆青龍、片手青龍、鋼鐵雷霆青龍（香港）
超技呼號：上吧!神威蒼龍,衝破雲霄吧!神威蒼龍
- 白銀昴（白銀 スバル）

11歲，相對於個性豪放不羈的小翔而言，他較為沉默寡言，但思緒縝密，並在彈珠人對決中發動快攻與連攻的突襲戰術。
配音：國立幸（日本）；丘台名（臺灣）；謝潔貞（香港）
持有彈珠人：光速白龍、鋼鐵光速白龍（臺灣）／旋風白龍、精鋼旋風白龍（香港）
超技呼號：吹垮一切吧!光速白龍
- 焰直哉（焔 ナオヤ）

本作反派之一(後棄暗投明)，一副彬彬有禮的樣子，而事實上也是WBMA（世界彈珠人協會）的成員之一，有著想要掌控WBMA（世界彈珠人協會）的野心。
配音：鈴木千尋（日本）；孫誠（臺灣）；曹啟謙（香港）
持有彈珠人：烈焰紅龍、鋼鐵烈焰紅龍（臺灣）／烈焰赤龍、完美赤龍、精鋼烈焰赤龍（香港）(能與特攻神虎進行合體成為最終型紅龍)
超技呼號：燒成灰燼吧!烈焰紅龍
- 黑淵巴薩拉／黑淵巴沙拿（黒渕 バサラ）

本作反派之一(後棄暗投明)，具有暴虐且黑暗的性格，立誓要破壞一切的敵人。
配音：立花慎之介（日本）；陳彥鈞（臺灣）；鄧港文（香港）
持有彈珠人：雙重黑龍、重裝雙重黑龍（臺灣）／雙殺黑龍、精鋼雙殺黑龍（香港）
超技呼號：釋放黑暗吧!雙重黑龍
- 皇龍司／皇龍二（皇 リュウジ）

11歲，本作最終頭目。憧憬著能像小翔一樣成為頂尖選手，稱呼小翔為「前輩」。但在得到毀滅黃金龍後性格大變，個性變得驕傲自大。
配音：三瓶由布子（日本）；雷碧娜（香港）
持有彈珠人：試驗型01→毀滅黃金龍→究極毀滅黃金龍（臺灣）／原型機一號→滅絕金龍→究極滅絕金龍（香港）
超技呼號：散發王者的光芒吧！毀滅黃金龍

### 其他角色
- 鷲村幸秀（鷲村 ユキヒデ）

12歲，留著較長的頭髮並配戴一副眼鏡的美少年，有著大哥哥般的架勢，食量驚人，在彈珠人對決中擅長精準打擊的駭人戰術。
配音：岡本寬志（日本）；陳彥鈞（臺灣）；張裕東（香港）
持有彈珠人：狙擊獵鷹、巨石獵鷹（臺灣）／神準獵鷹、蠻力獵鷹（香港）
超技呼號：一個也別放過!狙擊獵鷹／神準獵鷹!
- 鮫島海斗（鮫島 カイト）

11歲，個性開朗活潑、天真爛漫，在彈珠人戰鬥中擅長連射型作戰，發動彈如雨下的攻勢讓敵人來不及還手。（雖然常常過於心急而把彈珠亂射一通。）
配音：高橋めぐる（日本）；吳貴竹（臺灣）；余欣沛（香港）
持有彈珠人：連射白鯊、狙擊白鯊（臺灣）／片手惡鯊、神準惡鯊（香港）
超技呼號：飛躍吧!連射白鯊
- 蠍宮朱紋／蠍宮宗門（蠍宮 シュモン）

出場時經常擺出一副高傲的樣子，且不把對手看在眼裡，但不擅長應付女性；專長速攻型的作戰。
配音：相澤舞（日本）；陳琴雲（香港）
持有彈珠人：飛刺毒蠍（臺灣）／晃刺毒蠍（香港）
超技呼號：盡情攻擊吧!飛刺毒蠍[香港：盡情去吧！晃刺毒蠍]
- 月輪鋼一朗（月輪 ゴウイチロウ）

身材壯碩，個性直來直往，也是個古道熱腸、重義氣的人；專長為力量作戰。
配音：陶山章央（日本）；丘台名（臺灣）；黃積權（香港）
持有彈珠人：巨石猛熊、飛刺猛熊（臺灣）／蠻力暴熊、晃刺暴熊(香港)
超技呼號：摧毀一切吧！巨石猛熊
- 卷凌兒／卷凌次（巻 レイジ）

具有尖銳且嚴厲的眼神，並凝視著在戰場上眼前的敵人；專長為精準作戰。
配音：箭内仁（日本）；孫誠（臺灣）；梁偉德（香港）
持有彈珠人：突襲眼鏡蛇（臺灣）／閃擊靈蛇（香港）
超技呼號：咬碎一切吧!突襲眼鏡蛇
- 來堂皇牙／來堂王牙（来堂 オウガ）

具有不服輸的個性和遇強則強的毅力；專長為力量作戰。
配音：興津和幸（日本）；丘台名（臺灣）；周良鴻（香港）
持有彈珠人：迴旋雄獅、狙擊雄獅（臺灣）／猛旋傲獅、神準傲獅(香港)
超技呼號：怒吼吧!迴旋雄獅
- 渡大樹（渡 ダイキ）

之前人稱「南霸天」，其驚人的戰鬥力曾讓對手不得不望而生畏。
配音：甲斐田雪（日本）；林丹鳳（香港）
持有彈珠人：特攻神虎（臺灣）／撲獵猛虎（香港）(能與烈焰紅龍進行合體成為最終型紅龍)
超技呼號：張牙舞爪吧!特攻神虎
- 神扇飛鳥（神扇 アスカ）

一心對戰鬥中美的境界有所追求，並在場上使出華麗的技能使敵人震驚。
配音：井口祐一（日本）；丘台名（臺灣）曹啟謙（香港）
持有彈珠人：幻象孔雀（臺灣）／幻魅孔雀（香港）
超技呼號：展翅飛舞吧!幻象孔雀
- 荒野軍／荒野槍（荒野 グン）

看起來像一名留著雷鬼頭的美式足球員，擅長強攻作戰。
配音：園部好德（日本）
持有彈珠人：爆發野牛（臺灣）／轟天狂牛（香港）
超技呼號：通通撞飛吧!爆發野牛
- 阿爾巴哥可多洛

森林彈珠人古代遺跡的守護者。
配音：佐滕雄太（日本）；李致林(43、44集)、黃啟昌（香港）
持有彈珠人：彈散鱷魚（臺灣）／狂噬鱷魔（香港）
超技呼號：緊咬不放吧!彈散鱷魚

### 世界彈珠人協會
- 天寶院 琉璃（天宝院 ルリ）

世界彈珠人協會工作人員，頭戴著兔耳頭飾。
配音：清水愛（日本）；曾秀清→陳皓宜（香港）
持有彈珠人：狙擊翔燕（臺灣）／神準飛燕（香港）
超技呼號：隨風展翅吧!狙擊翔燕
- 天寶院實篤（天宝院 実篤）

琉璃的祖父，世界彈珠人主辦委員長，是個神祕的老人。
配音：藤本讓（日本）；丘台名（臺灣）；潘文柏（香港）
- 白銀弦之助（白銀弦之助）

昴的父親，對阿昴的要求極為嚴苛，是一名考古學家。
配音：濱田賢二（日本）；張錦江（香港）
- Beater Ryu（ビーダ RYU）

大會司儀兼現場播報員。
配音：金光宣明（日本）；孫誠（臺灣）

### 其他角色
- 稻葉夏實／稻葉夏美（稲葉 ナツミ）

小翔的同學和兒時玩伴，與小翔關係不錯，是彈珠人網址「B-FIGHT」的作者，同時也是WBMA（世界彈珠人協會）的粉絲代表。
持有彈珠人：連射飛兔
配音：高本惠（日本）；吳貴竹（台灣）；凌晞（香港）
- 雜賀明晃（雑賀 アキラ）

彈珠人專賣店「奇蹟一擊」的店主，24歲。
配音：肥後誠（日本）；陳彥鈞（臺灣）；蕭徽勇（香港）
- 山城老師（山城先生）

小翔的班導。
配音：慶長佑香（日本）；黃昕瑜（香港）
- 小翔的母親（カケルの母）

配音：寺田はるひ（日本）；吳羨婷（香港）

## 彈珠人
- 神威蒼龍[1]、連射神威蒼龍、爆擊蒼龍、鋼鐵神威蒼龍（臺灣）／雷霆青龍、破碎青龍、精鋼雷霆青龍、片手青龍、鋼鐵雷霆青龍（香港）

超技：昇龍旋,爆擊砲,激龍旋,激龍雙重旋、神龍雙重旋、激龍重烈擊,神龍重烈擊
- 光速白龍[2]、鋼鐵光速白龍（臺灣）／旋風白龍、精鋼旋風白龍（香港）

超技：龍捲連擊,龍捲螺旋擊,神龍螺旋擊（口頭禪:吹垮一切吧!光速白龍）
- 烈焰紅龍[3]、鋼鐵烈焰紅龍（臺灣）／烈焰赤龍、完美赤龍、精鋼烈焰赤龍（香港）(能與特攻神虎進行合體成為最終型紅龍)

超技：爆龍突刺、超龍突刺、爆龍焰翼破、超龍焰翼破(口頭禪:燒成灰燼吧!烈焰紅龍)
- 雙重黑龍[4]、重裝雙重黑龍（臺灣）／雙殺黑龍、精鋼雙殺黑龍（香港）

超技：雙龍斬、極龍斬、雙龍闇炎爆,極龍闇炎爆(口頭禪:釋放黑暗吧!雙重黑龍)
- 試驗型01→毀滅黃金龍→究極毀滅黃金龍[5]（臺灣）／原型機一號→滅絕金龍→究極滅絕金龍（香港）

超技：金龍之槌,金龍斬(黑龍合體),金龍雙重旋(青龍合體),金龍螺旋擊(白龍合體),金龍突刺(紅龍合體)，究極毀滅之槌(口頭禪:散發王者的光芒吧！毀滅黃金龍)
- 狙擊獵鷹、巨石獵鷹（臺灣）／神準獵鷹、蠻力獵鷹（香港）

超技：集技攻擊
- 連射白鯊（臺灣）／片手惡鯊（香港）

超技：機關槍神手(口頭禪:飛躍吧!連射白鯊)
- 飛刺毒蠍（臺灣）／晃刺毒蠍(香港)

超技：隱形神指(口頭禪:盡情攻擊吧!飛刺毒蠍[香港：盡情去吧！晃刺毒蠍])
- 巨石猛熊、飛刺猛熊（臺灣）／蠻力暴熊、晃刺暴熊(香港)

超技：劍影爆擊(口頭禪:摧毀一切吧！巨石猛熊)
- 突襲眼鏡蛇（臺灣）／閃擊靈蛇（香港）

超技：極閃光(口頭禪:咬碎一切吧!突襲眼鏡蛇)
- 迴旋雄獅（臺灣）／猛旋傲獅、神準傲獅(香港)

超技：獅子彈,獅子旋風彈,集氣攻擊(口頭禪:怒吼吧!迴旋雄獅)
- 特攻神虎（臺灣）／撲獵猛虎（香港）(能與烈焰紅龍進行合體成為最終型紅龍)

超技：必穿牙(口頭禪:張牙舞爪吧!特攻神虎)
- 幻象孔雀（臺灣）／幻魅孔雀（香港）

超技：颶風曲旋(口頭禪:展翅飛舞吧！幻象孔雀)
- 爆發野牛（臺灣）／轟天狂牛（香港）

超技：絕殺爆衝(口頭禪:通通撞飛吧！爆發野牛)
- 散彈鱷魚（臺灣）／狂噬鱷魔（香港）

超技：閃光刃牙(口頭禪:緊咬不放吧！散彈鱷魚)
- 狙擊翔燕（臺灣）／神準飛燕（香港）

超技：集氣功擊

## 主題曲
片頭曲「TRUTH」
作詞：末永茉己，作曲、編曲：島崎貴光，歌：凛
片尾曲「片翼-ツバサ-の行方」
作詞、作曲、編曲：島崎貴光，歌：凛

## 各集列表
| 話數   | 日文標題 | 台灣標題                        | 香港標題                      | 腳本     | 分鏡     | 演出         | 作畫監督          | 總作畫監督 |
| ------ | -------- | ------------------------------- | ----------------------------- | -------- | -------- | ------------ | ----------------- | ---------- |
| 第1話  |          | 這就是彈珠人！？                | 這就是彈珠人？                | 豬爪慎一 | 小高義規 | 小高義規     | 島崎知美          | 藤崎賢二   |
| 第2話  |          | 這就是激戰彈珠人大會！？        | 這種就是Cross Fight           | 豬爪慎一 | 小高義規 | 小高義規     | 中島渚            | 藤崎賢二   |
| 第3話  |          | 他會是冠軍選手！？              | 那個人是冠軍                  | 豬爪慎一 | NaNaKo   | 關田修       | 武智敏光          | 藤崎賢二   |
| 第4話  |          | 咦 排行榜第一名！？             | 初紀錄                        | 豬爪慎一 | NaNaKo   | 關田修       | 武智敏光          | 藤崎賢二   |
| 第5話  |          | 怒哮吧 B-野獸                   | 咆哮吧，B-猛獸                | 川崎裕之 | 大宙征基 | 緒方隆秀     | 小野田貴之        | 藤崎賢二   |
| 第6話  |          | 出招 三重合體射擊               | 決定勝的triple shot           | 川崎裕之 | 大宙征基 | 緒方隆秀     | 小野田貴之        | 藤崎賢二   |
| 第7話  |          | 前進 西方城市                   | 向西城進發                    | 猪爪慎一 | NaNaKo   | 橋口洋介     | 松本朋之          | 藤崎賢二   |
| 第8話  |          | 3...2...1 激戰雙打賽            | 3...2...1...Cross Fight團體戰 | 猪爪慎一 | NaNaKo   | 橋口洋介     | 松本朋之          | 藤崎賢二   |
| 第9話  |          | 它的名字是迴旋雄獅              | 他就是傲獅                    | 川崎裕之 | 大宙征基 | 小高義規     | 島崎知美          | 藤崎賢二   |
| 第10話 |          | 爆裂射擊發威                    | 破碎一擊                      | 川崎裕之 | 大宙征基 | 小高義規     | 中島渚            | 藤崎賢二   |
| 第11話 |          | 上啊！鋼鐵神威蒼龍              | 上吧，精鋼雷霆青龍            | 猪爪慎一 | 緒方隆秀 | 緒方隆秀     | 小野田貴之        | 藤崎賢二   |
| 第12話 |          | 上啊 雙重超級射擊               | 去吧，double super shot       | 猪爪慎一 | 緒方隆秀 | 緒方隆秀     | 小野田貴之        | 藤崎賢二   |
| 第13話 |          | 謎樣的紅龍持有者是誰            | 謎一樣的赤龍使者              | 猪爪慎一 | NaNaKo   | 橋口洋介     | 松本朋之          | 藤崎賢二   |
| 第14話 |          | 咦 他是轉學生                   | 他是轉校生？                  | 猪爪慎一 | NaNaKo   | 橋口洋介     | 松本朋之          | 藤崎賢二   |
| 第15話 |          | 龍虎合體 最終型紅龍             | 龍虎合體，完美赤龍            | 川崎裕之 | 大宙征基 | 小高義規     | 島崎知美          | 藤崎賢二   |
| 第16話 |          | 最強的控制型...                 | 最強的操控型彈珠人            | 川崎裕之 | 大宙征基 | 齊藤啓也     | 中島渚            | 藤崎賢二   |
| 第17話 |          | 這就是炸彈爆擊擂台！？          | 這個是Break Bomber            | 猪爪慎一 | 緒方隆秀 | 緒方隆秀     | 小野田貴之        | 藤崎賢二   |
| 第18話 |          | 東區VS西區                      | 東對西                        | 猪爪慎一 | 緒方隆秀 | 緒方隆秀     | 小野田貴之        | 藤崎賢二   |
| 第19話 |          | 歡樂彈珠人露營                  | 愉快的彈珠選手營              | 川崎裕之 | 紅優     | 橋口洋介     | 松本朋之          | 藤崎賢二   |
| 第20話 |          | 紅龍的真面目                    | 赤龍的面目                    | 川崎裕之 | 紅優     | 橋口洋介     | 松本朋之          | 藤崎賢二   |
| 第21話 |          | 友情的炸彈爆擊擂台              | 友情的Break Bomber            | 川崎裕之 | 大宙征基 | 小高義規     | 島崎知美          | 藤崎賢二   |
| 第22話 |          | 無敵雙龍組合                    | 無敵的雙龍                    | 川崎裕之 | 大宙征基 | 齊藤啓也     | 中島渚            | 藤崎賢二   |
| 第23話 |          | 東區冠軍是誰                    | 東區冠軍                      | 猪爪慎一 | 緒方隆秀 | 緒方隆秀     | 小野田貴之        | 藤崎賢二   |
| 第24話 |          | 3 2 1...B FINAL最後一戰         | 3...2...1...B Final！         | 猪爪慎一 | 緒方隆秀 | 緒方隆秀     | 小野田貴之        | 藤崎賢二   |
| 第25話 |          | 聯盟總冠軍決定戰開打            | 聯區冠軍賽開始                | 川崎裕之 | 甲藤圓   | 橋口洋介     | 松本朋之          | 藤崎賢二   |
| 第26話 |          | 激戰的結果...                   | 激戰的結果                    | 川崎裕之 | 甲藤圓   | 橋口洋介     | 松本朋之          | 藤崎賢二   |
| 第27話 |          | 咦 激戰彈珠人大會要...          | Cross Fight竟然...            | 猪爪慎一 | 大宙征基 | 石田暢       | 菊池陽介          | 藤崎賢二   |
| 第28話 |          | 新賽季 彈珠人的戰國時代         | 新開始，彈珠大會的戰國時代    | 猪爪慎一 | 大宙征基 | 石田暢       | 中島渚            | 藤崎賢二   |
| 第29話 |          | 獨一無二的孔雀                  | 艷麗的孔雀                    | 川崎裕之 | 緒方隆秀 | 緒方隆秀     | 小野田貴之        | 藤崎賢二   |
| 第30話 |          | 激戰 東區大獎賽                 | 激鬥，GP東區預賽              | 川崎裕之 | 緒方隆秀 | 緒方隆秀     | 小野田貴之        | 藤崎賢二   |
| 第31話 |          | 集合吧 未來的彈珠人玩家們       | 聚集吧，未來的彈珠戰士        | 大西信介 | 甲藤圓   | 橋口洋介     | 松本朋之 近藤優次 | 藤崎賢二   |
| 第32話 |          | 與飛鳥比賽 炸彈爆擊擂台         | 與飛鳥決勝，Break Bomber      | 大西信介 | 甲藤圓   | 橋口洋介     | 松本朋之 近藤優次 | 藤崎賢二   |
| 第33話 |          | 爆發 西區大獎賽開幕             | 爆發，西區GP預賽開幕          | 猪爪慎一 | 大宙征基 | 石田暢       | 中島渚            | 藤崎賢二   |
| 第34話 |          | 爆彈 贏家是誰                   | Bomber，誰會勝出呢            | 猪爪慎一 | 大宙征基 | 石田暢       | 菊池陽介          | 藤崎賢二   |
| 第35話 |          | 暴風雪決鬥                      | 暴風雪的決鬥                  | 川崎裕之 | 緒方隆秀 | 緒方隆秀     | 小野田貴之        | 藤崎賢二   |
| 第36話 |          | 雪夜中的對決 幻象孔雀對雙重黑龍 | 雪夜的對決，孔雀對雙龍        | 川崎裕之 | 緒方隆秀 | 緒方隆秀     | 小野田貴之        | 藤崎賢二   |
| 第37話 |          | 遺跡裡太不可思議了              | 遺跡中的秘密                  | 川崎裕之 | 甲藤圓   | 橋口洋介     | 松本朋之          | 藤崎賢二   |
| 第38話 |          | 傳說中的龍型彈珠人              | 傳說的龍型彈珠人              | 川崎裕之 | 甲藤圓   | 橋口洋介     | 松本朋之          | 藤崎賢二   |
| 第39話 |          | 毀滅黃金龍參戰 北區大獎賽       | 滅絕金龍參戰，北區GP          | 猪爪慎一 | 大宙征基 | いわたかずや | 菊池陽介          | 藤崎賢二   |
| 第40話 |          | 戰慄，黃金龍的力量              | 令人戰慄的金龍力量            | 猪爪慎一 | 大宙征基 | 石田暢       | 中島渚            | 藤崎賢二   |
| 第41話 |          | 打倒毀滅黃金龍                  | 打倒滅絕金龍                  | 大西信介 | 緒方降秀 | 緒方降秀     | 加藤愛 新田宗昭   | 藤崎賢二   |
| 第42話 |          | 羈絆的雙龍射擊                  | 牽絆的Double Shot             | 大西信介 | 緒方降秀 | 緒方降秀     | 加藤愛 新田宗昭   | 藤崎賢二   |
| 第43話 |          | 追踪 神秘領域的彈珠人           | 追尋迷之秘境彈珠人            | 豬爪慎一 | 甲藤圓   | 松本マサユキ | 松本朋之 近藤優次 | 藤崎賢二   |
| 第44話 |          | 不可思議 超古代彈珠人之迷       | 超古代彈珠人之謎              | 豬爪慎一 | 甲藤圓   | 松本マサユキ | 松本朋之 近藤優次 | 藤崎賢二   |
| 第45話 |          | 必殺 金龍之槌                   | 必殺的金龍剛鎚烈              | 川崎裕之 | 大宙征基 | 石田暢       | 中島渚            | 藤崎賢二   |
| 第46話 |          | 神奇的力量帶來的奇蹟            | 神聖力量呼喚的奇蹟            | 川崎裕之 | 大宙征基 | いわたかずや | 菊池陽介          | 藤崎賢二   |
| 第47話 |          | 危機加劇 龍司暴走               | 升溫，龍二暴走                | 大西信介 | 緒方降秀 | 緒方降秀     | 加藤愛 新田宗昭   | 藤崎賢二   |
| 第48話 |          | 激鬥，直哉VS龍司                | 激戰，直哉對龍二              | 大西信介 | 緒方降秀 | 緒方降秀     | 加藤愛 新田宗昭   | 藤崎賢二   |
| 第49話 |          | 龍王的完全體                    | 完美形態的龍王                | 川崎裕之 | 甲藤圓   | 松本正幸     | 松本朋之 近藤優次 | 藤崎賢二   |
| 第50話 |          | 正面對戰，神威蒼龍對烈焰紅龍    | 認真決鬥，雷霆青龍對烈焰赤龍  | 川崎裕之 | 甲藤圓   | 松本正幸     | 松本朋之 近藤優次 | 藤崎賢二   |
| 第51話 |          | 上吧 終極比賽                   | 去吧，最終決戰                | 猪爪慎一 | 大宙征基 | 石田暢       | 松本朋之 近藤優次 | 藤崎賢二   |
| 第52話 |          | 終結 激戰彈珠人新世紀           | 一切終結，Cross Fight的新世紀 | 猪爪慎一 | 大宙征基 | いわたかずや | 松本朋之 近藤優次 | 藤崎賢二   |

## 漫畫作品：激戰！彈珠人
由溝淵誠所繪，於快樂快樂月刊別冊連載中，2012年7月獨立出版成冊。

## 播映電視台
| 東京電視台 星期日 8:45-9:00 節目 | 東京電視台 星期日 8:45-9:00 節目              | 東京電視台 星期日 8:45-9:00 節目 |
| -------------------------------- | --------------------------------------------- | -------------------------------- |
|                                  | 激戰！彈珠人 （2011年10月2日－2012年9月30日） |                                  |
| 4D                               | 野獸傳奇                                      |                                  |

| 東森幼幼台 星期六 10:00-10:30 節目 | 東森幼幼台 星期六 10:00-10:30 節目          | 東森幼幼台 星期六 10:00-10:30 節目 |
| ---------------------------------- | ------------------------------------------- | ---------------------------------- |
|                                    | 激戰！彈珠 （2012年9月29日－2013年3月23日） |                                    |
| 海綿寶寶 重播                      | 海綿寶寶 重播                               |                                    |

| 無綫電視翡翠台 星期六10:15-10:45 節目 2013年3月9日停播 | 無綫電視翡翠台 星期六10:15-10:45 節目 2013年3月9日停播 | 無綫電視翡翠台 星期六10:15-10:45 節目 2013年3月9日停播 |
| ------------------------------------------------------ | ------------------------------------------------------ | ------------------------------------------------------ |
|                                                        | 爆戰彈珠人 （2012年11月3日－2013年5月4日）               |                                                        |
| 機動戰士AGE                                            | 激戰！彈珠人eS                                         |                                                        |

## 外部連結
- （日語）作品官網 （页面存档备份，存于）
- （日語）動畫官網（東京電視台） （页面存档备份，存于）
- （日語）玩具官網（Takara Tomy）
- 影迷彈珠人

1. ↑   《太上洞淵神咒經卷之十三》：東方青帝青龍王，南方赤帝赤龍王，西方白帝白龍王，北方黑帝黑龍王，中央黃帝黃龍王。
2. ↑   《太上洞淵神咒經卷之十三》：東方青帝青龍王，南方赤帝赤龍王，西方白帝白龍王，北方黑帝黑龍王，中央黃帝黃龍王。
3. ↑   《太上洞淵神咒經卷之十三》：東方青帝青龍王，南方赤帝赤龍王，西方白帝白龍王，北方黑帝黑龍王，中央黃帝黃龍王。
4. ↑   《太上洞淵神咒經卷之十三》：東方青帝青龍王，南方赤帝赤龍王，西方白帝白龍王，北方黑帝黑龍王，中央黃帝黃龍王。
5. ↑   《太上洞淵神咒經卷之十三》：東方青帝青龍王，南方赤帝赤龍王，西方白帝白龍王，北方黑帝黑龍王，中央黃帝黃龍王。